# Каминскайте, Элеонора Винцовна
Элеоно́ра Ви́нцовна Каминска́йте (лит. Eleonora Kaminskaitė, в девичестве — Руокене (лит. Ruokienė); 29 января 1951, Стаклишкес — 9 февраля 1986, Каунас) — советская гребчиха (академическая гребля), бронзовый призёр Олимпийских игр 1976 года в двойках парных.

## Карьера
На Олимпиаде 1976 года в Монреале Элеонора в составе парной двойки вместе с Геновате Рамошкене завоевала бронзовую медаль.